# PowerBuilder

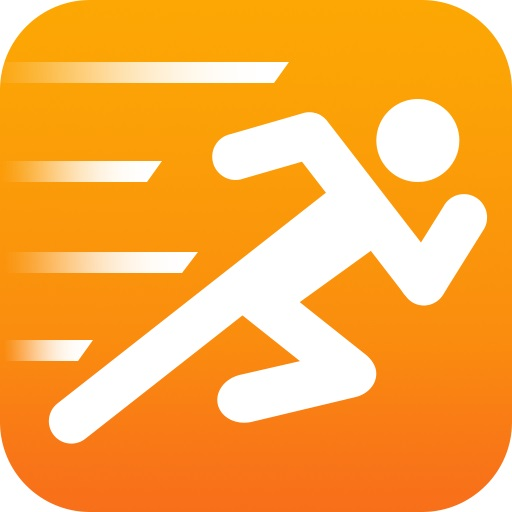

PowerBuilder — середовище розробки програмного забезпечення з власною скриптовою мовою Power Script. Розробник даного програмного забезпечення є компані Sybase Inc. Працює під операційною системою Microsoft Windows. Має комерційну ліцензію. Перелік останніх релізів v.10.5 (серпень 2006), реліз v.11.0 (червень 2007), v.11.5 (2008 рік). Відомий своєю технологією DataWindow, з допомогою котрої дуже швидко можна створювати форми взаємодії з базою даних.
PowerBuilder включає в себе нові технології та технології що тільки розвиваються, які дозволяють максимально швидко і легко створювати традиційні 2-х рівневі застосунки, розподілені застосунки, Web-застосунки і Smart-клієнти. Використовуючи останні версії з'явилась можливість розгортати вже існуючі застосунки на платформі .Net.

## Інтерфейси баз даних
PowerBuilder підтримує наступні інтерфейси баз даних. Таблиця містить список СУБД ідентифікаторів для кожного з інтерфейсів:
| Database interfaces                            | Ідентифікатор СУБД |
| INFORMIX 9                                     | IN9                |
| JDBC                                           | JDB                |
| Microsoft SQL Server 6 and 7                   | MSS                |
| ODBC interface                                 | ODBC               |
| OLE DB                                         | OLE                |
| Oracle 7.3                                     | O73                |
| Oracle 8.x and Oracle8i                        | O84                |
| Oracle9i                                       | O90                |
| Sybase DirectConnect                           | DIR                |
| Sybase Adaptive Server Enterprise              | SYC                |
| Sybase Adaptive Server Enterprise for EAServer | SYJ                |

The PowerBuilder Professional and Desktop підтримують лише ODBC інтерфейс.